# Palingénésie
La palingénésie (du grec ancien : παλινγενεσία, palingenesía) est un concept de philosophie métaphysique qui désigne le retour à la vie des divers éléments de la nature, sous la forme d'un éternel retour.

## Concept
La palingénésie est un concept large utilisé par un grand nombre d'écoles de pensée. Le terme signifie en grec ancien « naissance à nouveau », « régénération ». On appelle parfois ce type de palingénésie la « palingénésie cosmique ».
Le terme a parfois été utilisé sans son acception religieuse ou philosophique, d'une manière générale. Ainsi, dans le cycle toujours recommencé où les plantes se nourrissent de minéraux, les animaux de plantes, les hommes des animaux, etc., on trouve une « palingénésie universelle ».

## Utilisations

### Dans l'orphisme
Selon certains chercheurs, l'orphisme des origines enseigne la réincarnation ou la métempsychose, tandis que d'autres pensent le contraire . Proclos (Ve siècle) est le premier à attribuer à Orphée la « doctrine d'un cycle de réincarnations ». L'orphisme croit en la palingénésie, au retour à la vie. Toutes les âmes reprennent d'autres formes d'existence, par exemple de père à fils, d'humain à plante et animal. Les naissances viennent donc des morts.

« Quand l'âme des bêtes et des oiseaux ailés a jailli hors du corps… elle voltige là-même, inutile, jusqu'à ce qu'un autre animal la ravisse, mêlée au souffle de l'air… Les mêmes, dans les demeures, deviennent les uns des pères et pères et fils et épouses aux beaux atours et mères et filles, par des générations qui se succèdent l'une l'autre… L'âme humaine, selon de certains cycles de temps, passe dans des animaux, de celui-ci en celui-là ; tantôt elle devient un cheval, tantôt un mouton, tantôt un oiseau terrible à voir… ou bien elle rampe sur la terre divine, rejeton des froids serpents »

— Orphée, fragments 223-224, éd. Kern, tirés de Proclos, Commentaire de La République de Platon.

### Chez les présocratiques
L'idée d'une renaissance ou régénération du cosmos est déjà présente chez Héraclite. Il s'agit de la doctrine de l'éternel retour. Elle inspirera ensuite les stoïciens.

### Dans le platonisme
Platon est inspiré, via son maître Socrate, par l'orphisme. Il expose ainsi, notamment dans le Phédon, la doctrine de la palingénésie orphique :

« Il existe une antique tradition [l'orphisme], dont nous gardons mémoire, selon laquelle les âmes arrivées d'ici existent là-bas [dans l'Hadès, l'Au-delà], puis à nouveau font retour ici même et naissent à partir des morts. S'il en va de cette façon, c'est à partir de ceux qui moururent un jour que les vivants naissent à nouveau, […] les vivants ne proviennent d'absolument rien d'autre que des morts. […] Ce point, ne l'examine pas seulement à propos des hommes, mais aussi à propos de tous les animaux, de toutes les plantes et, plus généralement, de toutes les choses comportant un devenir »

— Phédon, 40.

### Chez les stoïciens
Le terme est employé par les philosophes stoïciens pour désigner la reconstitution ou apocatastase du monde après que le feu l'a détruit.

### Chez Virgile
Virgile semble adhérer à cette théorie (Géorgiques, IV, 220 sq. ; Énéide, VI, 724 sq.). Les abeilles naissent de la corruption du jeune taureau (Géorgiques, IV, 295 ss.).

« Un souffle vivifie intérieurement le ciel, la terre, les plaines liquides, le globe lumineux de la Lune et l'astre titanique [le Soleil], et l'Esprit, répandu par les membres du monde, en meut la masse entière et se mêle avec ce grand corps. C'est de lui que naissent la race des hommes, et celle des bêtes, et la gent des oiseaux, et les monstres que porte la mer sous sa surface de marbre. Il y a dans ces semences de vie une vigueur ignée et une origine céleste »

— Énéide, VI, 724.

### En Orient
Dans une des versions de l'eschatologie individuelle védique, le corps du défunt que l'on brûle s'envole en fumée, et les divers éléments dont il était constitué redeviennent eau (pour le sang), vent (pour le souffle), etc. ; l'atman ou âme individuelle continue son cheminement : si l'âme éternelle n'atteint pas le nirvana, elle se dirige vers le dieu-lune, puis se réincarne en pluie, puis en plantes, puis en animaux (dont les humains), cycle dont les réincarnations en état de vie non humaine sont très nombreuses avant d'obtenir une nouvelle fois un corps humain .

### Dans l'Ancien Testament
Dans l'Ancien Testament, les prophètes annoncent une palingénésie selon deux perspectives : l'une plus proche et plus limitée, qui consiste dans le retour des exilés et la reconstruction de la ville sainte (par exemple dans le Deutéronome) ; l'autre, plus universaliste et plus eschatologique, qui consiste dans la reconstruction finale de Jérusalem et l'appel vers elle de toutes les nations (par exemple dans Isaïe).
L'idée de cycle est absente des deux perspectives : le monde sera le monde définitif.

### Dans le Nouveau Testament
Dans le Nouveau Testament, la « palingénésie » désigne la situation qui se produira avec l'avènement du Règne de Dieu ; le mot « régénération » est mis sur les lèvres de Jésus lui-même : « Oui je vous le dis  à vous qui m'avez suivi : lors de la régénération, quand le Fils de l'homme s'assoira sur son trône de gloire, vous vous assoirez vous aussi sur douze trônes...» (Matthieu XIX, 28).
Dans l'épître à Tite, saint Paul affirme que la palingénésie du chrétien est donnée par le baptême : « il nous a sauvés... par un bain de régénération et de renouvellement... » (III, 5).
Tout en restant dans le contexte eschatologique, la notion biblique de « palingénésie » oscille entre l'idée de renouvellement de l'individu en rapport avec son être chrétien et celle de la réconciliation finale de toute réalité dans la croix par la parousie ou venue du Christ glorieux.

### Dans le socialisme utopique

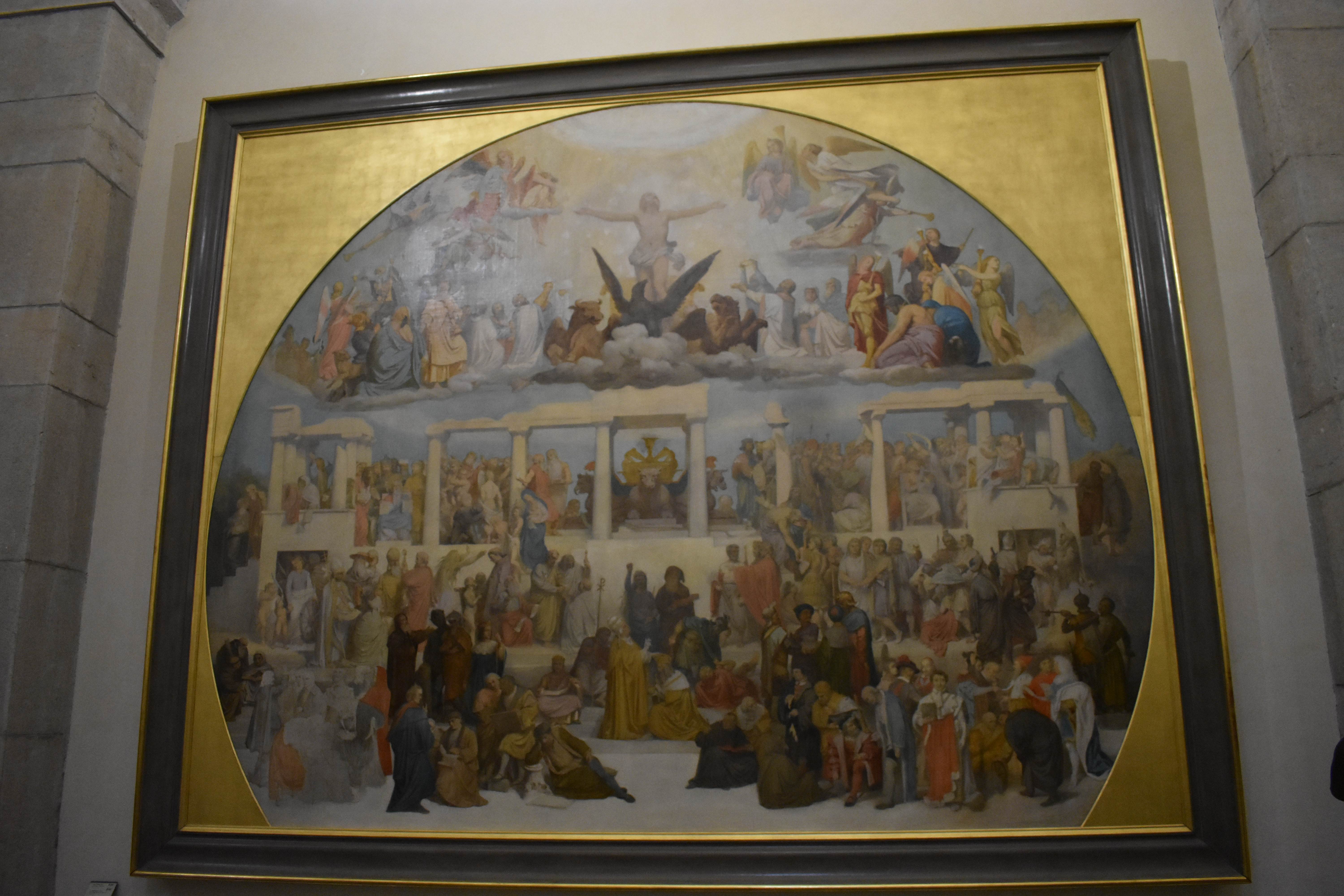
La Palingénésie sociale, Paul Chenavard, vers 1850.

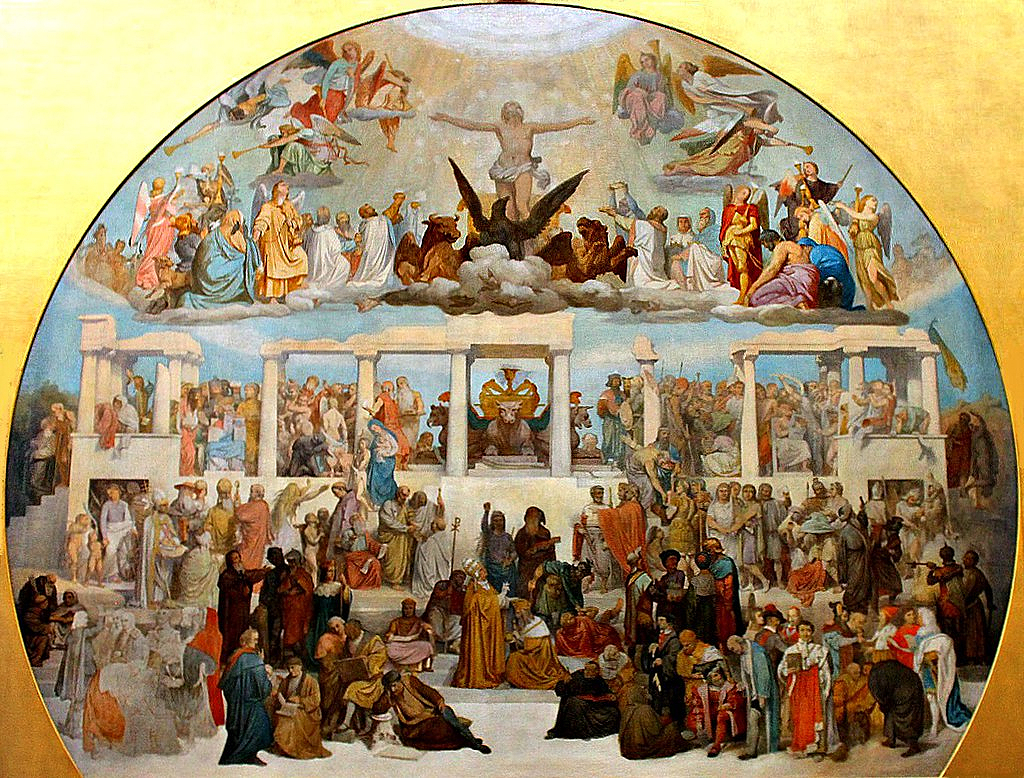
Projet de mosaïque, par Paul Chenavard, avant 1895.

Pierre-Simon Ballanche, dans son Essai de palingénésie sociale (1827-1829), avait posé les bases de la régénération collective par l'accumulation des rédemptions individuelles. La métempsycose lui permettait d'échapper à la contradiction entre le destin mortel de l'homme et la pérennité des sociétés humaines en renvoyant au débat millénaire sur la préexistence des âmes à la naissance. « Palingénésie » fit partie du vocabulaire des premiers socialistes comme Pierre Leroux (1797-1871) et Proudhon (1809-1865).
Pierre Leroux et Jean Reynaud étaient amis.
Pierre Leroux, défenseur d'un socialisme religieux, dans son livre De l'humanité (1840), croit à la métempsycose dans l'humanité même. Ce sont les hommes qui renaissent sans cesse. C'est une immortalité individuelle et non pas personnelle. L'individu n'est pas absorbé dans la substance absolue ; mais, en entrant dans un autre corps individuel, il perd la mémoire et la personnalité.
Jean Reynaud, dans Terre et Ciel (1854), pour conserver la personnalité et la responsabilité, admet que la transmigration se fait d'astre en astre avec toutes les conséquences morales qu'exige le principe du mérite et du démérite. Les mondes sont habités et constituent pour l'être humain ses demeures successives ; chacun de nous est un lutteur éternel qui passe incessamment de Terre en Terre, tombant, se relevant, se rachetant, jusqu'à ce qu'il parvienne enfin au sommet du progrès, sous les yeux du Créateur, qui reste son guide, son appui et son juge. 
Le peintre Paul Chenavard (1807-1895), inspiré par les idées de Pierre-Simon Ballanche, donne à l'un de ses tableaux le titre de La Palingénésie sociale (1875).
Dans Quatrevingt-treize, qui lui donne l'occasion d'exposer les fruits de sa longue réflexion sur la Révolution française et sa légitimité tout en faisant implicitement référence à la Commune, Victor Hugo utilise le terme de Palingénésie.
Dans Les Dieux ont soif, roman d'Anatole France, le héros Evariste Gamelin, révolutionnaire idéaliste et intransigeant, est déçu par la ressemblance des juges révolutionnaires avec ceux de l'Ancien Régime. Conscient qu'il s'agit en fait des mêmes personnes, il se rassure en croyant à la « palingénésie révolutionnaire » (fin du Chapitre IX).